# Chamaedorea verapazensis
Chamaedorea verapazensis là loài thực vật có hoa thuộc họ Arecaceae. Loài này được Hodel & Cast.Mont mô tả khoa học đầu tiên năm 1990.